# Aspidosperma nemorale
Aspidosperma nemorale là một loài thực vật có hoa trong họ La bố ma. Loài này được Handro mô tả khoa học đầu tiên năm 1962.